# Прикладна механіка
Прикладна механіка — технічна наука, присвячена дослідженням пристроїв і принципів роботи механізмів.
Прикладна механіка займається вивченням і класифікацією машин, а також їх розробкою.
Основні розділи прикладної механіки:
- теорія машин і механізмів — наукова дисципліна про загальні методи дослідження будови, кінематики і динаміки механізмів і машин та про наукові основи їх проектування;
- опір матеріалів — наука про інженерні методи розрахунку на міцність, жорсткість і стійкість елементів конструкцій, машин і споруд;
- деталі машин — базова технічна дисципліна, в якій вивчають методи, правила і норми розрахунку та конструювання типових деталей і складальних одиниць машин.